# Орентий, Фарнакий, Ерос, Фирмос, Фирмин, Кириак и Лонгин
Святые мученики Орентий, Фарнакий, Ерос, Фирмос, Фирмин, Кириак и Лонгин, родные братья, римские воины; пострадали при императоре Максимине.
В царствование Максимиана (284—305) на греков напали скифы. На поединок с вождём скифов Марофом, обладавшим необыкновенной телесной силой, велено было выйти сильному и храброму воину святому Орентию. Тот, будучи христианином, как и шесть его братьев, тоже служивших в императорских войсках, призвал на помощь Господа и победил Марофа, остановив таким образом нашествие скифов.
Император решил принести за эту победу жертву языческим божествам. Он призвал принять участие и победителя, святого Орентия, но тот отказался, объявив себя христианином и сказав, что победил врага силой Истинного Бога Господа Иисуса Христа. Ни обещание почестей и богатства, ни угрозы не смогли склонить святого к отречению от своей веры. Жестокий и неблагодарный император приказал сослать святого и шестерых его братьев святых Фарнакия, Ероса, Фирмоса, Фирмина, Кириака и Лонгина на Кавказ.
Во время пути все семь братьев скончались. Первым умер святой Ерос 22 июня в Паремволе: за ним мученически скончался святой Орентий: его бросили в море, привязав ему камень на шею. Согласно преданию, Архангел Рафаил вынес его на сушу из воды в Ризе, на южном берегу Чёрного моря, где святой мученик и умер; святой Фарнакий умер 3 июля в Кордиле; святые Фирмос и Фирмин — 7 июля в Аспаре, на восточном берегу Чёрного моря, святой Кириак — в Зигании 14 июля, а святой Лонгин скончался на корабле 28 июля. Разразившейся бурей корабль был вынесен на берег в Питинде (Пицунде), где тело святого мученика было погребено.